# Fedtschenkia
Fedtschenkia  (лат.) — род ос-сапиг из подсемейства Fedtschenkiinae (Sapygidae). Название дано в честь русского путешественника Алексея Павловича Федченко (1844—1873), в экспедиции которого в 1871 году и был найден первый представитель этой группы ос. Первое описание сделал известный швейцарский энтомолог Анри де Соссюр.

## Распространение
Голарктика. Средняя Азия (Туркмения, Узбекистан, Таджикистан), Передняя Азия (Иран, Ливан, Израиль), Северная Америка (запад США)., Казахстан.

## Описание
Глаза овальные. Усики 12-члениковые у самок и 13-члениковые у самцов. Самки паразитируют в гнёздах одиночных ос, в которые откладывают свои яйца. Точные данные есть только для американского вида Fedtschenkia anthracina, который паразитирует на осах Pterochilus trichogaster Bohart. Древняя реликтовая группа с дизъюнктивным древнеперсидско-сонорским ареалом. Антофильные насекомые с дневной активностью.

## Систематика
Около 5 видов. Единственный род в составе подсемейства Fedtschenkiinae, которое было впервые выделено в 1903 году французским энтомологом Эрнстом Андре (Ernest André, 1838-1911). В 1965 году советский гименоптеролог Владимир Иванович Тобиас повысил ранг группы до отдельного семейства Fedtschenkiidae
- Fedtschenkia anthracina (Ashmead, 1898) (=Telephoromyia anthracina Ashmead)[6] — Неарктика
- Fedtschenkia grossa Saussure, 1880typus — Средняя Азия
- Fedtschenkia indigotea Radoszkowski, 1886[7] — Средняя Азия
- Fedtschenkia libanoi Guiglia, 1966[8] — Ближний Восток
- Fedtschenkia palaestinensis Guiglia, 1963[9] — Ближний Восток